# نوبوهیسا یامادا
نوبوهیسا یامادا (به انگلیسی: Nobuhisa Yamada) بازیکن فوتبال اهل ژاپن و عضو تیم ملی فوتبال ژاپن است که در تاریخ ۲۰ نوامبر ۲۰۰۲ میلادی اولین بازی ملی‌اش را انجام داد. او در ۱۵ بازی ملی حضور داشت و آخرین بازی ملی خود را در تاریخ ۱۸ فوریه ۲۰۰۴ میلادی انجام داد. نوبوهیسا یامادا در بازی‌های ملی‌اش
۱ گل به ثمر رساند.